# Anisodactylus virens virens
Anisodactylus virens virens é uma subespécie de insetos coleópteros pertencente à família Carabidae.
A autoridade científica da subespécie é Dejean, tendo sido descrita no ano de 1829.
Trata-se de uma subespécie presente no território português.